# Franz König

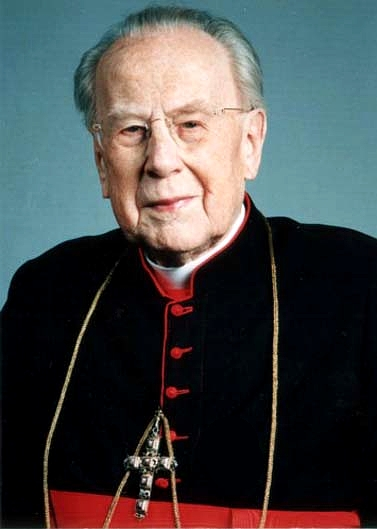
Franz König

Franz Königs Kardinalswappen

Franz König, protokollarisch auch Franz Kardinal König (* 3. August 1905 in Warth bei Rabenstein; † 13. März 2004 in Wien) war ein österreichischer römisch-katholischer Geistlicher. Von 1956 bis 1985 war er Erzbischof von Wien.

## Leben

### Herkunft
Franz König stammte aus einer Bauernfamilie im niederösterreichischen Rabenstein an der Pielach. Sein Vater war Franz König (1867–1913), seine Mutter Maria König (geborene Fink, 1878–1967). Franz König war das zweite von sieben Kindern des ab 1903 verheirateten Paares. Am 5. August 1905 wurde er in der Pfarrkirche Rabenstein an der Pielach getauft.

### Bildungsweg und Studium
König besuchte das Stiftsgymnasium Melk, das er mit einer Maturaarbeit in lateinischer Sprache mit ausgezeichnetem Erfolg abschloss. Er studierte in Wien, am Institut Catholique in Lille und dann in Rom, wo er Doktor der Philosophie wurde. Am 27. Oktober 1933 empfing er in Rom durch den Erzpriester der Lateranbasilika Kardinal Francesco Marchetti Selvaggiani die Priesterweihe.

### Erste Jahre als Priester
Von 1934 bis 1937 war er in seiner Heimatdiözese als Kaplan in Altpölla, Neuhofen an der Ybbs, St. Valentin und Scheibbs in der praktischen Seelsorge an der Basis tätig. In dieser Zeit vollendete er auch seine theologischen Studien und wurde 1936 zum Dr. theol. promoviert. In der Zeit des Nationalsozialismus war er Domkurator in Sankt Pölten, 1945 Religionsprofessor in Krems. 1948 erfolgte für vier Jahre die Berufung als außerordentlicher Professor für Moraltheologie an die Katholisch-theologische Fakultät in Salzburg. Während seiner Zeit in Salzburg unterrichtete König am erzbischöflichen Privatgymnasium Borromäum Englisch.

### Wirken als Bischof
Am 31. Mai 1952 ernannte Papst Pius XII. König zum Titularbischof von Livias und zum Koadjutorbischof in St. Pölten. Am 31. August 1952 spendete ihm im Dom zu St. Pölten Diözesanbischof Michael Memelauer die Bischofsweihe; Mitkonsekratoren waren Weihbischof Leo Pietsch von Graz-Seckau und der damalige Koadjutorbischof von Linz, Franz Sales Zauner. Im September 1953 wurde von Franz König, damals Familienreferent der Österreichischen Bischofskonferenz, auf seine Initiative hin und unter seiner Schirmherrschaft der Katholische Familienverband Österreichs (KFÖ) gegründet.

### Erzbischof von Wien und Kardinal
1956 wurde König schließlich von Pius XII. als Nachfolger von Theodor Innitzer (1875–1955) statt des Wiener Koadjutorerzbischofs Franz Jachym zum Erzbischof von Wien berufen. Er leitete die Diözese fast drei Jahrzehnte, vom 17. Juni 1956 bis zum 16. September 1985. Am 4. August 1957 wurde Erzbischof Franz König in Wien als Großkreuzritter in den Ritterorden vom Heiligen Grab zu Jerusalem investiert. Im Konsistorium vom 15. Dezember 1958 nahm ihn Papst Johannes XXIII. als Kardinalpriester in das Kardinalskollegium auf. Die Übergabe des roten Galero und die Übertragung der Titelkirche Sant’Eusebio folgten drei Tage später.
Am 21. Februar 1959 wurde König von Papst Johannes XXIII. per Dekret zum ersten Militärvikar (Vicarius castrensis) der Zweiten Republik bestellt. Bis zur Neuregelung der katholischen Militärseelsorge durch die Apostolische Konstitution „Spirituali militum curae“ am 21. April 1986 lagen die vollen bischöflichen Rechte für die katholische Militärseelsorge beim Papst. Die für die Militärseelsorge verantwortlichen Bischöfe waren daher als „päpstliche Vikare“ für diesen Bereich tätig. Ein besonderes Anliegen war König die seelsorgerische Betreuung des Heeresspitals in Stammersdorf in Wien. Weiters bemühte sich König um ein Zusammenwirken der katholischen und evangelischen Christen in der Militärseelsorge. 1968 ersuchte König Papst Paul VI., ihn wegen Arbeitsüberlastung von diesem Amt zu entheben; diesem Rücktrittsgesuch wurde 1969 stattgegeben.
Am 13. Februar 1960 erlitten König und sein Zeremoniär Helmut Krätzl auf der Fahrt nach Zagreb zum Begräbnis von Kardinal Königs Studienkollegen Kardinal Stepinac in der Nähe von Varaždin einen schweren Verkehrsunfall. Sein Chauffeur überholte dabei unter Zeitdruck einen Radfahrer.
Dabei prallte sein schwerer Mercedes mit dem Kennzeichen W 25 bei Glatteis und Nebel gegen einen LKW. Der Fahrer war auf der Stelle tot, die beiden Geistlichen wurden lebensgefährlich verletzt, Krätzl war danach lange Zeit gehbehindert. Im Krankenhaus sah König diesen Unfall als Zeichen, eine Kontaktaufnahme mit den Ostkirchen anzustreben. Infolgedessen wurde er einer der bedeutendsten Wegbereiter der Ökumene, vor allem im Hinblick auf die Orthodoxie.
Gemäß dem Wunsch Johannes XXIII. besuchte er den ungarischen Kardinal Mindszenty mehrmals, der in der amerikanischen Botschaft in Budapest isoliert war.
In den 1960er Jahren pflegte er ebenfalls freundschaftlichen Kontakt zu Polens Primas Wyszyński und zum damaligen Krakauer Erzbischof Wojtyła, was angesichts des Eisernen Vorhangs seine diplomatische Umsicht verlangte.
Von 1962 bis 1965 nahm er am Zweiten Vatikanischen Konzil teil, das er zuvor maßgebend vorbereitet hatte. König galt dabei als moderater Vertreter des Reformflügels, sein von ihm gewählter theologischer Berater beim Konzil war der Jesuit Karl Rahner. Als Papst Johannes XXIII. im Jahr 1963 starb, galt König als papabile. Im Konklave gewählt wurde jedoch der Mailänder Erzbischof Gianbattista Montini. In der Folge übernahm König von 1965 bis 1981 den Vorsitz des päpstlichen Sekretariates für die Nichtglaubenden.
Weil er in Österreich auch maßgeblich zur Aussöhnung zwischen Sozialdemokratie und Kirche beitrug, wurde er zuweilen „der rote Kardinal“ genannt. Bereits 1968 wurde König zum Ehrenbürger von Wien ernannt; er wurde auch mit zahlreichen Ehrendoktorwürden ausgezeichnet.
Im Dreipäpstejahr nahm Franz Kardinal König nach dem Tod Pauls VI. am 6. August 1978 am Konklave August 1978 in Rom teil, aus dem Albino Luciani als Papst Johannes Paul I. hervorging, und nach dessen frühem Tod abermals am Konklave Oktober 1978, das Karol Wojtyla zum neuen Pontifex wählte, der sich den Namen Johannes Paul II. gab.
Papst Johannes Paul I. soll nach seiner Wahl im August 1978 zu König gesagt haben: „Eigentlich müssten jetzt Sie an meiner Position sein.“ Kardinal König hat selbst in einem Fernsehinterview bestätigt, dass er dazu beigetragen hat, dass im Oktober 1978 der ihm gut bekannte Krakauer Kardinal Wojtyła (der sich als Papst Johannes Paul II. nannte) zum Papst gewählt wurde.

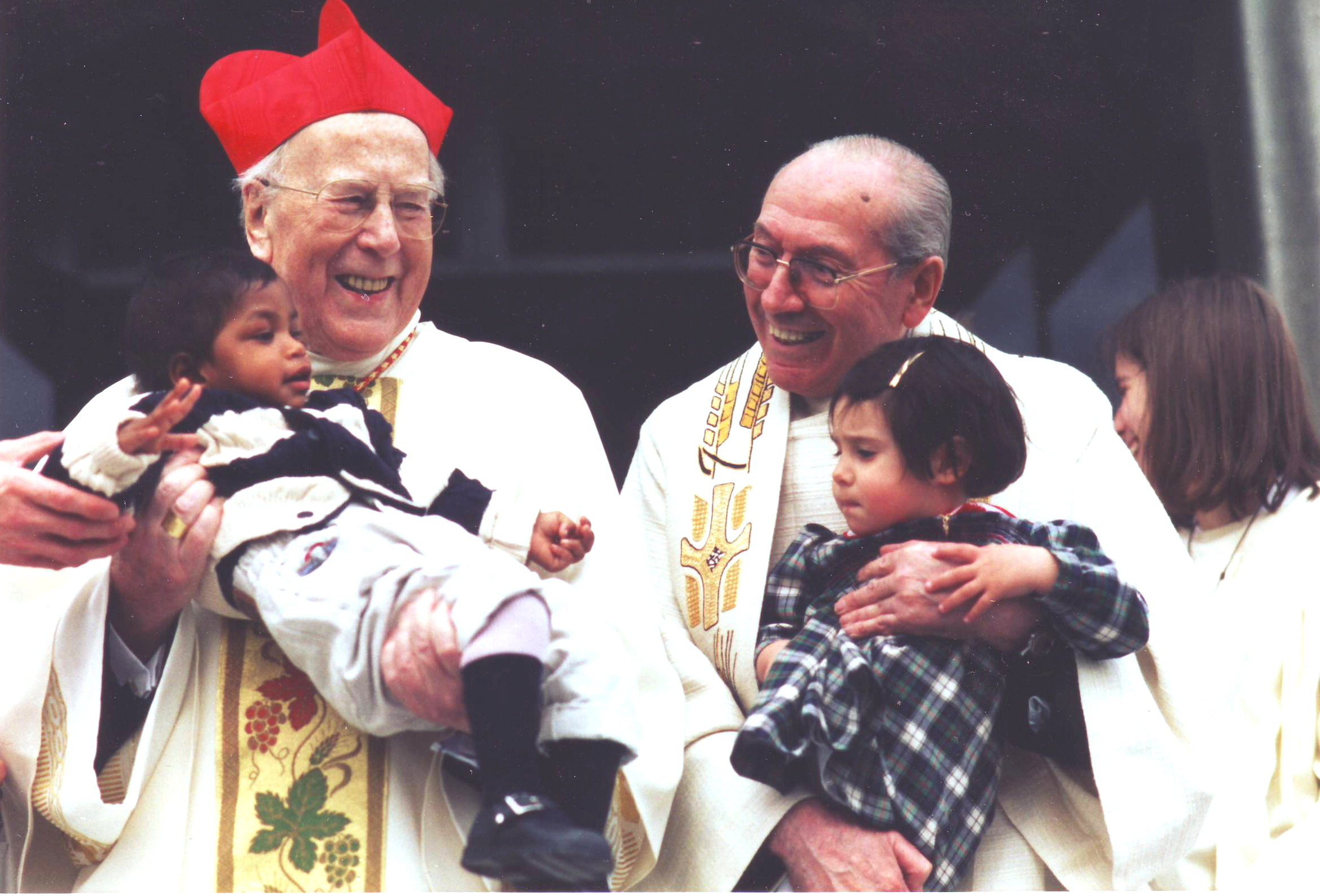
Franz Kardinal König mit Pfarrer P. Carlo Mondini OMV und zwei Flüchtlingskindern bei seinem Besuch der Pfarrkirche „Zum Guten Hirten“, Wien-Hietzing, 17. April 1994

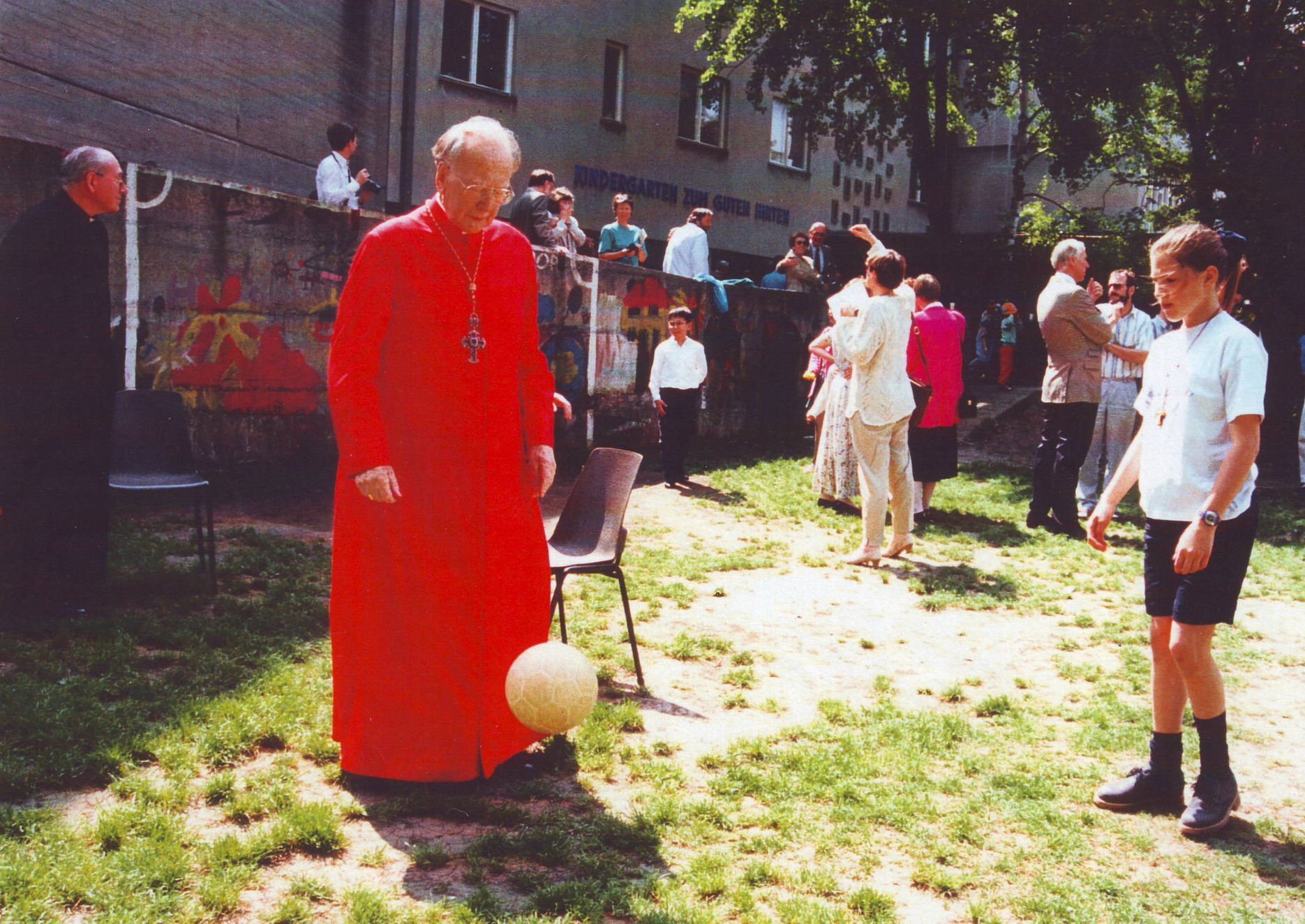
Kardinal Franz König beim Fußballspiel mit Jungscharkindern der Pfarre „Zum Guten Hirten“, Wien-Hietzing, 17. April 1994

Kardinal Franz König gehörte seit den 1950er Jahren zu den aktiven, wenn auch nicht unkritischen, Unterstützern der Vereinigung Opus Dei und kannte nach eigenen Angaben dessen Gründer persönlich. Am 15. August 1978 – nur eine gute Woche vor dem Konklave nach dem Tod Papst Pauls VI. – weihte er im spanischen Torreciudad 60 Mitglieder des Opus Dei zu Priestern, darunter den heutigen Erzbischof von Los Angeles José Horacio Gómez sowie den Bischof von Chur Joseph Bonnemain. Seine ausdrückliche Unterstützung bekräftigte er auch in einem Interview mit dem Nachrichtendienst Zenit anlässlich der Heiligsprechung des Opus-Dei-Gründers Escrivá: „Ich freue mich über jeden neuen Heiligen. Die Heiligsprechung bedeutet, dass Escrivá keine fremdartige Gestalt ist, die am Rande steht, sondern dass er zum Schatz der Kirche und zur Schar der Heiligen gehört.“
Als Präsident der internationalen katholischen Friedensbewegung Pax Christi rief König im Mai 1988 in Kevelaer dazu auf, die Initiativen des damaligen sowjetischen Präsidenten Gorbatschow durchaus ernst zu nehmen.
Bis zu seinem 80. Lebensjahr leitete König die Erzdiözese Wien. Am 14. September 1986 erteilte er seinem Nachfolger, dem Göttweiger Benediktiner Hans Hermann Groër, die Bischofsweihe. Dieser war bis 1995 im Amt. Das letzte halbe Jahr seines Dienstes war allerdings von Vorwürfen des sexuellen Missbrauchs von Kindern bzw. Jugendlichen schwer überschattet. Am 13. April 1995 wurde Erzbischof Groër Christoph Schönborn als Koadjutor-Erzbischof zur Seite gestellt. Mit 14. September 1995 wurde Groërs Rücktritt aus Altersgründen angenommen. Am selben Tag nahm Erzbischof Christoph Schönborn, Dominikaner und bis 1995 Dogmatikprofessor – er war von König am 27. Dezember 1970 in Wien zum Priester geweiht worden –, die Erzdiözese Wien in Besitz.
Zwischen 1985 und 1990 war König einer der Vordenker für die Europäische Akademie der Wissenschaften und Künste, die 1990 in Salzburg gegründet wurde.
Kardinal König war berühmt für seine Reden, u. a. beim Lichtermeer am 23. Jänner 1993 und jährlich in der Ruprechtskirche im Gedenken an die Reichspogromnacht. 1998 hielt König die Eröffnungsrede bei den Salzburger Festspielen mit dem Titel „Europa braucht ein neues geistiges Antlitz“.
Er stand international in hohem Ansehen. Am 13. Februar 2002 konnte er sein goldenes Bischofsjubiläum feiern.

### Tod
Am 13. März 2004 starb Franz König gegen 3 Uhr morgens im Pflegeheim St. Katharina in Wien Gumpendorf. Mit 98 Jahren war er zum Zeitpunkt seines Todes nach dem Italiener Corrado Bafile (100), dem ehemaligen Nuntius in Deutschland, der zweitälteste Kardinal. Gleichzeitig war er der letzte noch lebende von Papst Johannes XXIII. kreierte Kardinal.
Sein Leichnam wurde konservierend behandelt, sichtbar in Pontifikalkleidung mit Bischofsstab in einem Kupfersarg aufgebahrt. Bei seinem Begräbnis im Wiener Stephansdom am 27. März 2004 waren 13 Kardinäle und 60 Bischöfe anwesend, den Feierlichkeiten stand Kardinal Joseph Ratzinger vor. Kardinal Christoph Schönborn predigte, Bundespräsident Thomas Klestil, Bischof Herwig Sturm, Metropolit Michael Staikos hielten Ansprachen und ein Ensemble der Wiener Philharmoniker spielte. Sein Grab befindet sich in der Bischofsgruft des Wiener Stephansdoms.

## Apostolische Sukzession
Die Sukzessionslinie Kardinal Königs folgt der Linie des Kardinals Scipione Rebiba. Die Linie ist benannt nach dem frühesten bekannten Hauptkonsekrator, der am Anfang der Linie steht.
- Kardinal Scipione Rebiba
- Kardinal Giulio Antonio Santorio
- Kardinal Girolamo Bernerio, O.P.
- Erzbischof Galeazzo Sanvitale
- Kardinal Ludovico Ludovisi
- Kardinal Luigi Caetani
- Kardinal Ulderico Carpegna
- Kardinal Paluzzo Paluzzi Altieri degli Albertoni
- Papst Benedikt XIII., O.P.
- Papst Benedikt XIV.
- Papst Clemens XIII.
- Kardinal Bernardino Giraud
- Kardinal Alessandro Mattei
- Kardinal Pietro Francesco Galleffi
- Kardinal Giacomo Filippo Fransoni
- Kardinal Carlo Sacconi
- Kardinal Edward Henry Howard
- Kardinal Mariano Rampolla del Tindaro
- Kardinal Rafael Merry del Val y Zulueta
- Kardinal Raffaele Scapinelli di Leguigno
- Kardinal Friedrich Gustav Piffl
- Bischof Michael Memelauer
- Kardinal Franz König[16]

## Ehrungen und Auszeichnungen

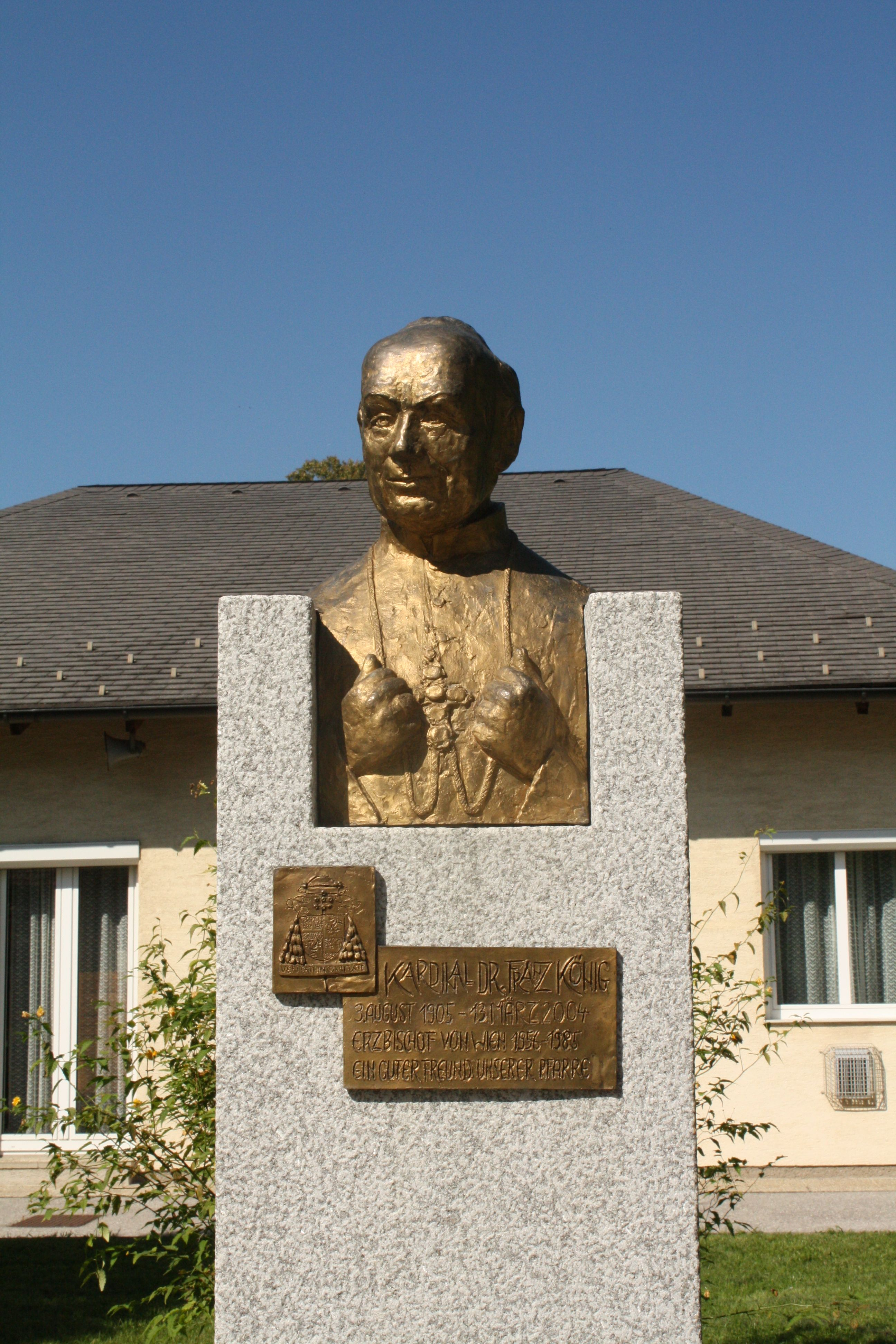
Denkmal in Kottingbrunn in Niederösterreich von Leo Pfisterer

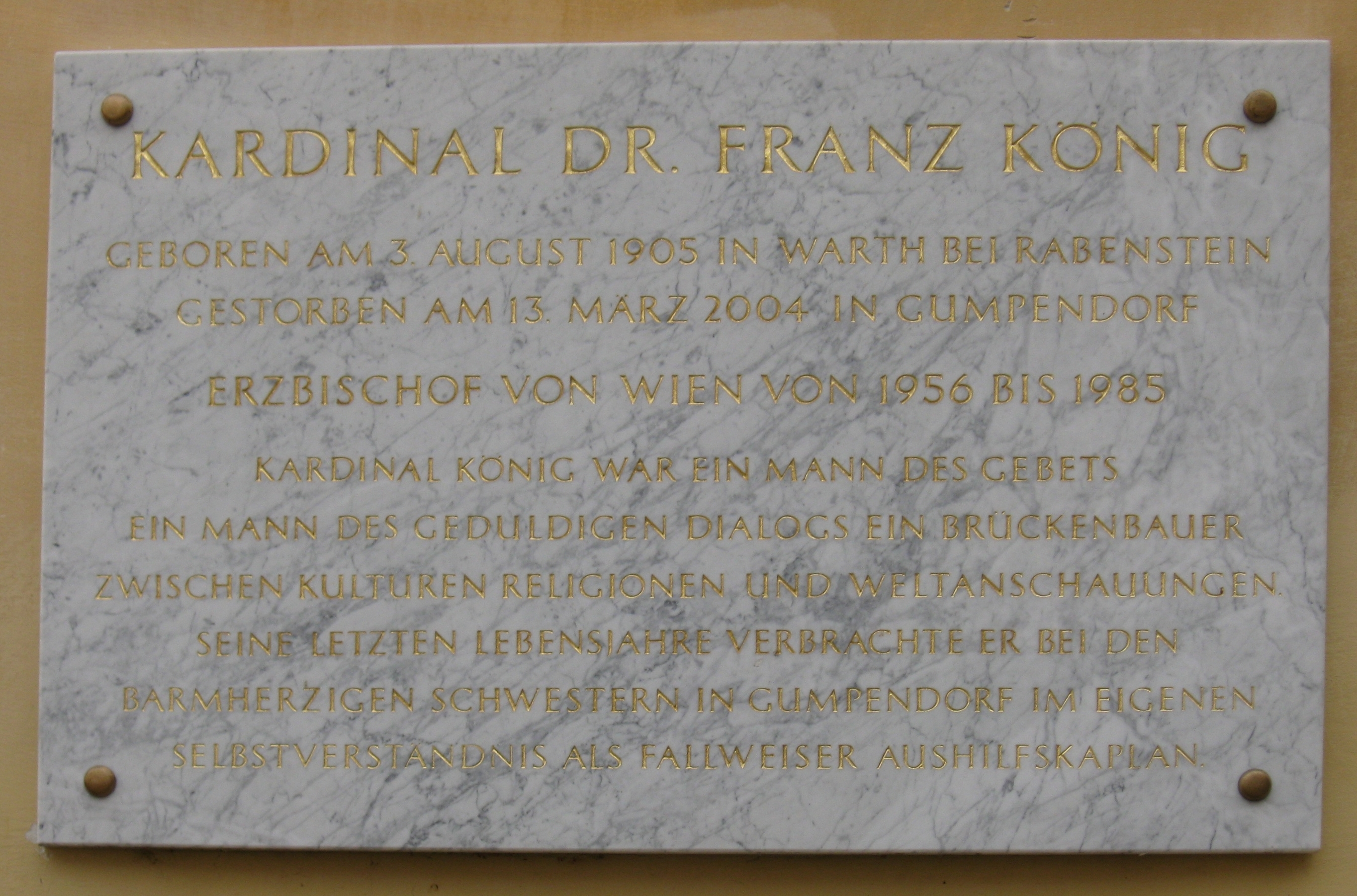
Gedenktafel an der Gumpendorfer Pfarrkirche

- 1958: Ehrenmitglied der katholischen Studentenverbindungen KÖStV Rudolfina Wien, KaV Norica Wien und KHV Welfia Klosterneuburg im ÖCV[17]
- 1963: Ehrendoktorat der Universität Wien
- 1972: Ehrendoktorat der Universität Salzburg
- 1966: Mitglied der American Academy of Arts and Sciences
- 1968: Goldenes Ehrenzeichen des Landes Vorarlberg
- 1968: Ehrenbürger der Stadt Wien (25. Oktober)[18]
- 1987: Karl-Renner-Preis der Stadt Wien[18]
- 1993: Hanns Martin Schleyer-Preis
- 1994: Donauland Sachbuchpreis
- 1995: Großes Goldenes Ehrenzeichen am Bande für Verdienste um die Republik Österreich (16. November)[18]
- 1998: Großkreuz des Verdienstordens der Republik Polen
- 1998: Internationaler Adalbert-Preis
- 1998: Mérite Européen in Gold[19]
- 1999: Toleranzpreis der Europäischen Akademie der Wissenschaften und Künste
- 1999: Großkreuz des Verdienstordens der Republik Ungarn
- 2000: Orden des Weißen Doppelkreuzes 1. Klasse
- um 2000: Das Exerzitien- und Bildungshaus des Jesuitenordens in Wien-Lainz wird – noch zu seinen Lebzeiten – in Kardinal König Haus (KKH) umbenannt.
- 2000: Ehrenbürger von Scheibbs, wo er als Kaplan wirkte
- 2002: Bruno-Kreisky-Preis für Verdienste um die Menschenrechte
- 2002: Viktor Frankl-Preis der Stadt Wien
- 2005: Der Kardinal-König-Platz in Wien-Hietzing wurde ihm zu Ehren benannt.[20]
- 2005: Im Gedenken an den Kardinal verleiht die Erzdiözese Salzburg erstmals den Kardinal-König-Kunstpreis
- 2005: In Scheibbs wird die neue Straßenbrücke als Kardinal-Franz-König-Brücke benannt.
- 2015: Enthüllung einer Gedenktafel an der Gumpendorfer Pfarrkirche (13. März)[21]
- 2019: Benennung eines Hörsaales im Hauptgebäude der Universität Wien[22][23]

## Anerkennung und Kritik
Obwohl Kardinal König sich vor allem im Alter fast allgemeiner Anerkennung und Wertschätzung aus Kirche und Gesellschaft erfreute, erfuhr er bisweilen auch Kritik für verschiedene Positionen und Entscheidungen. Dazu zählen u. a. seine konsequent betriebene Annäherung an die SPÖ (die ihm den Spitznamen „roter Kardinal“ eintrug), der Entzug der Lehrerlaubnis und die spätere Suspendierung von Adolf Holl, seine Förderung des Opus Dei, die als Relativierung der päpstlichen Lehrposition in der Enzyklika Humanae vitae Pauls VI. aufgefasste „Mariatroster Erklärung“, der Dialog mit der Freimaurerei – der zur sogenannten Lichtenauer Erklärung führte – sowie Königs Rolle in der vatikanischen Ostpolitik.

## Stiftungen
Der Kardinal König gründete 1964 die Stiftung Pro Oriente zum Aufbau und zur Förderung des Dialogs mit den orthodoxen und orientalisch-orthodoxen Kirchen.
König war Gründer einer Stiftung Communio et Progressio – Neue Hoffnung für den Donauraum, die seit 1991 den Kardinal-König-Preis vergibt. Der Preis wird an Persönlichkeiten verliehen, die einen Beitrag zur übergreifenden Zusammenarbeit von Wissenschaft, Religion, Wirtschaft und Medien zur Bewältigung der weltweiten Probleme auf dem Gebiet der Meinungs- und Gewissensfreiheit, der Gerechtigkeit, des Friedens, der Bewahrung der Schöpfung und der allgemeinen Entwicklung der menschlichen Gesellschaft leisteten.
Im Jahr 1964 stiftete König das Ehrenzeichen vom hl. Stephanus, das vom jeweiligen Erzbischof von Wien für besondere Verdienste an Laien verliehen werden kann.

## Schriften (Auswahl)
- Pontif. Univ. Gregoriana. Die Amesha Spentas des Awesta und die Erzengel im Alten Testament. Eine religionsgeschichtliche Untersuchung. Verlag Wedl, Melk 1935.[27]
- Christus und die Religionen der Erde. 3 Bände. Herder, Wien 1951.
- Bilanz des Konzils. Katholisches Bildungswerk der Erzdiözese Wien, Wien 1966.
- Der Aufbruch zum Geist. Styria, Graz u. a. 1972, ISBN 3-222-10723-8.
- Der Geist Gottes und die Politik. In: Entschluss. Jahrgang 20, 1975, Seite 204–206.
- Mein zweiter Weg zu Christus. Hoffnungen im Umgang mit Jugendlichen. In: Entschluss. 1984, Heft 4, Seite 17.
- als Hrsg.: Die bleibende Bedeutung des Zweiten Vatikanischen Konzils (= Schriften der Katholischen Akademie in Bayern. Band 123). Patmos Verlag, Düsseldorf 1986
- als Hrsg. mit Felix Unger: Und wir haben doch eine Zukunft. Mensch und Natur an der Schwelle zum 3. Jahrtausend. Verlag Herder, Freiburg/Basel/Wien 1990. ISBN 3-451-21800-3.
- als Hrsg. mit Hans Waldenfels: Lexikon der Religionen. Herder, Freiburg/Basel/Wien 1999, ISBN 3-451-04090-5.